# Bamiania pachycorma
Bamiania pachycorma är en triftväxtart som först beskrevs av Karl Heinz Rechinger, och fick sitt nu gällande namn av Igor Alexandrovich Linczevski. Bamiania pachycorma ingår i släktet Bamiania och familjen triftväxter. Inga underarter finns listade i Catalogue of Life.